# ۴۶۰ (قمری)
۴۶۰ هجری قمری، چهارصد و شصتمین سال در تقویم هجری قمری

## درگذشتگان
- ۲۲ محرم، شیخ طوسی، از علمای شیعه در قرن ۵ قمری و صاحب دو کتاب از کتب اربعه.